# 草坝镇 (蒙自市)
草坝镇，是中华人民共和国云南省红河哈尼族彝族自治州蒙自市下辖的一个镇，位于蒙自市西北部，地处蒙自坝内。东接西北勒乡，西界雨过铺街道、个旧市沙甸镇、鸡街镇，北界开远市羊街乡，南与观澜街道接壤。草坝是蒙自市主要的粮食、蚕桑生产基地。

## 名称
草坝之名源于其地理位置，因地处蒙自三坝之一的“草坝”，遂取其名。

## 历史
草坝原为一片沼泽地，冬、春时期荒草成片，夏、秋之间，大屯海、长桥海泄洪其间，大小黑水洞涌出的洪水也流溢其间，形成一片泽国。
民国初为草坝乡。民国二十五年（1936年）云南省政府经济委员会设开蒙垦殖局，委杨士敏为局长，开发草坝乡，建新村、筑河网、开水闸、排洪水、垦农田，把草坝逐渐改造成种植业基地。因杨士敏衔云南省主席龙云之命治理草坝给予绥靖政策，便将草坝乡更名为绥靖乡。民国二十九年（1940年）又复名为草坝乡。
1984年改区，1989年改为草坝镇。

## 行政区划
草坝镇下辖以下地区：
前进村、建设村、一村、大洛就村、明白村、就能村、十九村、大郭西村、波黑村、依三则村、新沟村、马街村、富民村和仙景村。
2021年，原属草坝镇的碧色寨村划归观澜街道管辖。